# Jean-François Laffillé
Jean-François Laffillé (nascido em 7 de maio de 1962) é um ex-ciclista francês que competiu na prova de estrada individual do ciclismo nos Jogos Olímpicos de Verão de 1988, representando França.